# Обратное отношение
В математике обратное отношение — это отношение, возникающее при изменении порядка элементов в отношении. То есть, если {\displaystyle X} и {\displaystyle Y} наборы и {\displaystyle L\subseteq X\times Y} это отношение из {\displaystyle X} в {\displaystyle Y,} то {\displaystyle L^{\operatorname {T} }} это отношение определено так, что {\displaystyle yL^{\operatorname {T} }x} тогда и только тогда, когда {\displaystyle xLy.} В обозначениях записи множеств,
{\displaystyle L^{\operatorname {T} }=\{(y,x)\in Y\times X:(x,y)\in L\}.}
Обозначения аналогичны обозначениям обратной функции. Хотя многие функции не имеют обратного, однако каждое отношение имеет уникальное обратное. Унарная операция, которая отображает отношение в обратное отношение, является инволюцией. В качестве унарной операции обратное (иногда называемое транспозицией) коммутирует с операциями исчисления отношений, связанными с порядком, то есть коммутирует с объединением, пересечением и дополнением.
Поскольку отношение может быть представлено как логическая матрица, а она является транспонированием исходного, обратное отношение также называется транспонированным отношением. Его также называют противоположным или двойственным исходному отношению, или обратным исходному отношению, или обратным отношением. {\displaystyle L^{\circ }} отношения {\displaystyle L.}
Другие обозначения для обратного отношения включают {\displaystyle L^{\operatorname {C} },L^{-1},{\breve {L}},L^{\circ },} или {\displaystyle L^{\vee }.}

### Характеристики
В моноиде внутренних отношений на множестве (при этом бинарная операция над отношениями является композицией отношений) обратное отношение не удовлетворяет определению обратного из теории групп, то есть если {\displaystyle L} является произвольным отношением на {\displaystyle X,} затем {\displaystyle L\circ L^{\operatorname {T} }}не равно тождественному отношению на {\displaystyle X} в общем. Обратное соотношение удовлетворяет аксиомам полугруппы с инволюцей: {\displaystyle \left(L^{\operatorname {T} }\right)^{\operatorname {T} }=L} и {\displaystyle (L\circ R)^{\operatorname {T} }=R^{\operatorname {T} }\circ L^{\operatorname {T} }.}
Кроме того, полугруппа однородных отношений на множестве также является частично упорядоченной структурой (с включением отношений как множеств) и фактически инволютивным кванталом.
В исчислении отношений преобразование (унарная операция взятия обратного отношения) коммутирует с другими бинарными операциями объединения и пересечения. Преобразование также коммутирует с унарной операцией дополнения, а также с взятием супремума и инфинума. Преобразование также совместимо с упорядочением отношений по включению.

### Инверсии
Если {\displaystyle I} представляет тождественное отношение, то отношение {\displaystyle R} может иметь обратное следующим образом: {\displaystyle R} называется
Обратимое отношение справа
Если существует отношение {\displaystyle X,} называемое правой обратной зависимостью {\displaystyle R,}удовлетворяющее {\displaystyle R\circ X=I.}
Обратимое отношение слева
Если существует отношение {\displaystyle Y,} называемое левой обратной зависимостью {\displaystyle R,} удовлетворяющее {\displaystyle Y\circ R=I.}
Обратимое отношение
Если оно обратимо слева и справа.
Для обратимого однородного отношения {\displaystyle R,} все правые и левые обратные совпадают; этот уникальный набор называется инверсия (обратная зависимость) и обозначается {\displaystyle R^{-1}.} В этом случае, {\displaystyle R^{-1}=R^{\operatorname {T} }}.

### Обратное отношение функции
Функция обратима тогда и только тогда, когда её обратное отношение является функцией, и в этом случае обратное отношение является обратной функцией.
Обратное отношение функции {\displaystyle f:X\to Y} отношение {\displaystyle f^{-1}\subseteq Y\times X} определяется {\displaystyle \operatorname {graph} \,f^{-1}=\{(y,x)\in Y\times X:y=f(x)\}.}
Это не обязательно функция: одно необходимое условие состоит в том, что {\displaystyle f} быть инъективным, так как иначе {\displaystyle f^{-1}} является многозначным . Это условие является достаточным для {\displaystyle f^{-1}} является частичной функцией, и ясно, что {\displaystyle f^{-1}} тогда является (суммарной) функцией тогда и только тогда, когда {\displaystyle f} является сюръективным . В этом случае, то есть если {\displaystyle f} биективен, {\displaystyle f^{-1}} можно назвать обратной функцией {\displaystyle f.}
Однако функция {\displaystyle g(x)=x^{2}} имеет обратное отношение {\displaystyle g^{-1}(x)=\pm {\sqrt {x}},} которая не является функцией, будучи многозначной.

### Композиция с отношением
Используя композицию отношений, обратное может быть составлено с исходным отношением. Например, отношение подмножества, составленное из обратного отношения, всегда является универсальным отношением:
Теперь рассмотрим отношение принадлежности множества и его обратное.
{\displaystyle A\ni z\in B\Leftrightarrow z\in A\cap B\Leftrightarrow A\cap B\neq \emptyset .}
Таким образом {\displaystyle A\ni \in B\Leftrightarrow A\cap B\neq \emptyset .} Противоположный состав {\displaystyle \in \ni } является универсальным отношением.
Композиции используются для классификации отношений по типу: для отношения Q, когда тождественное отношение в диапазоне Q содержит Q T Q, тогда Q называется одновалентным . Когда отношение тождества на области определения Q содержится в QQ T, тогда Q называется полным . Когда Q одновалентно и тотально, то это функция . Когда Q T одновалентен, то Q называется инъективным . Когда Q T полон, Q называется сюръективным.